# 주광민
주광민(1990년 5월 20일 ~ )은 조선민주주의인민공화국의 축구 선수이다. 포지션은 골키퍼이다. 현재 기관차체육단에 소속되어 있다.